# Winter Cheers!〜winter special/Higher
「Winter Cheers!〜winter special/Higher」（ウインター・チアーズ〜ウインター・スペシャル/ハイヤー）はゴスペラーズ3作目のシングル。1995年11月9日にキューンミュージックから発売された。

## 解説
ゴスペラーズとして初の両A面シングルである。3曲目は前2作とは違い、オリジナル・カラオケでなくボーナス・トラックが収録されている。
発売当初は8cmCDシングルであったが、2002年9月19日の再発売時に現在の仕様にあわせて12cmCDシングルで発売された。

## 収録曲
1. Winter Cheers!〜winter special [4:43]
  - 作詞:からむし天気／作曲・編曲:小西貴雄
2. Higher [4:52]
  - 作詞:ゴスペラーズ／作曲:酒井雄二／編曲:田辺恵二
3. The Christmas Song （Bonus Track） [3:02]
  - 作詞:M．Torme／作曲:R．Wells／編曲:ゴスペラーズ